# Pseudethmia
Pseudethmia là một chi côn trùng trong họ Ethmiidae.